# Phillipsia lutea
Phillipsia lutea es una especie de hongo en la familia Sarcoscyphaceae. Fue descrita por primera vez en 1969 por William Clark Denison a partir de recolecciones realizadas en Costa Rica.